# Liste der Einträge im National Register of Historic Places im Pitkin County

Location of Pitkin County in Colorado

Die Liste der Einträge im National Register of Historic Places im Pitkin County nennt alle Anwesen und historischen Distrikte im Pitkin County des US-Bundesstaates Colorado, die in das National Register of Historic Places (NRHP) aufgenommen wurden. Zum 28. Februar 2011 umfasste die Liste 36 Einträge, davon fünf historische Distrikte und 31 eigenständig eingetragene Anwesen, die meisten davon liegen in der City of Aspen.
| NRHP | Historic Place             |
| HD   | Historic District          |
| NHL  | National Historic Landmark |

| Lfd. Nr. | Name im NRHP                            | Bild | Datum der Eintragung | Adresse/Lage                                                                                           | City oder Town | Beschreibung                                                         |
| -------- | --------------------------------------- | ---- | -------------------- | --- | -------------- | -------------------------------------------------------------------- |
| 1        | Armory Hall, Fraternal Hall             |      | 5. Juni 1975         | 130 S. Galena St. 39° 11′ 23″ N, 106° 49′ 3″ W                                                         | Aspen          | Das 1892 erbaute Zeughaus dient seit den 1950er Jahren as City Hall. |
| 2        | Ashcroft, Colorado                      |      | 12. Mai 1975         | 12 Meilen südlich von Aspen im White River National Forest 39° 3′ 16″ N, 106° 47′ 52″ W                | Aspen          |                                                                      |
| 3        | Aspen Community Church                  |      | 12. Mai 1975         | 200 N. Aspen St. 39° 11′ 32″ N, 106° 49′ 13″ W                                                         | Aspen          |                                                                      |
| 4        | Boat Tow                                |      | 22. Juni 1990        | 700 S. Aspen St. 39° 11′ 14″ N, 106° 48′ 38″ W                                                         | Aspen          |                                                                      |
| 5        | Bowles-Cooley House                     |      | 6. März 1987         | 201 W. Francis St. 39° 11′ 38″ N, 106° 49′ 23″ W                                                       | Aspen          |                                                                      |
| 6        | Matthew Callahan Log Cabin              |      | 6. März 1987         | 205 S. 3rd St. 39° 11′ 28″ N, 106° 49′ 34″ W                                                           | Aspen          |                                                                      |
| 7        | Collins Block-Aspen Lumber and Supply   |      | 6. März 1987         | 204 S. Mill St. 39° 11′ 23″ N, 106° 49′ 7″ W                                                           | Aspen          |                                                                      |
| 8        | Dixon-Markle House                      |      | 6. März 1987         | 135 E. Cooper Ave. 39° 11′ 19″ N, 106° 49′ 19″ W                                                       | Aspen          |                                                                      |
| 9        | D.E. Frantz House                       |      | 6. März 1987         | 333 W. Bleeker St. 39° 11′ 34″ N, 106° 49′ 31″ W                                                       | Aspen          |                                                                      |
| 10       | Samuel I. Hallett House                 |      | 6. März 1987         | 432 W. Francis St. 39° 11′ 41″ N, 106° 50′ 15″ W                                                       | Aspen          |                                                                      |
| 11       | Holden Mining and Smelting Co.          |      | 22. Juni 1990        | 1000er Block W. State Highway 82 39° 11′ 34″ N, 106° 50′ 5″ W                                          | Aspen          |                                                                      |
| 12       | Hotel Jerome                            |      | 20. März 1986        | 330 E. Main St. 39° 11′ 28″ N, 106° 49′ 8″ W                                                           | Aspen          |                                                                      |
| 13       | Hyman-Brand Building                    |      | 18. Jan. 1985        | 203 S. Galena St. 39° 11′ 22″ N, 106° 49′ 5″ W                                                         | Aspen          |                                                                      |
| 14       | Thomas Hynes House                      |      | 6. März 1987         | 303 E. Main St. 39° 11′ 27″ N, 106° 49′ 10″ W                                                          | Aspen          |                                                                      |
| 15       | Independence and Independence Mill Site |      | 11. Apr. 1973        | am State Highway 82 im White River National Forest 39° 6′ 26″ N, 106° 36′ 28″ W                        | Ghost Town     |                                                                      |
| 16       | La Fave Block                           |      | 6. März 1987         | 405 S. Hunter St. 39° 11′ 16″ N, 106° 49′ 3″ W                                                         | Aspen          |                                                                      |
| 17       | Maroon Creek Bridge                     |      | 4. Feb. 1985         | State Highway 82 39° 11′ 43″ N, 106° 50′ 2″ W                                                          | Aspen          |                                                                      |
| 18       | New Brick-The Brick Saloon              |      | 6. März 1987         | 420 E. Cooper Ave. 39° 11′ 19″ N, 106° 49′ 7″ W                                                        | Aspen          |                                                                      |
| 19       | Newberry House                          |      | 6. März 1987         | 206 Lake Ave. 39° 11′ 42″ N, 106° 49′ 20″ W                                                            | Aspen          |                                                                      |
| 20       | Osgood Castle                           |      | 28. Juni 1971        | etwa eine Meile südlich von Redstone am State Highway 133                                              | Redstone       |                                                                      |
| 21       | Osgood Gamekeeper's Lodge               |      | 19. Juli 1989        | 18679 State Highway 133 39° 10′ 12″ N, 107° 14′ 41″ W                                                  | Redstone       |                                                                      |
| 22       | Osgood-Kuhnhausen House                 |      | 18. Aug. 1983        | 0642 Redstone Boulevard 39° 11′ 13″ N, 107° 14′ 3″ W                                                   | Redstone       |                                                                      |
| 23       | Pitkin County Courthouse                |      | 12. Mai 1975         | 506 E. Main St. 39° 11′ 26″ N, 106° 49′ 1″ W                                                           | Aspen          |                                                                      |
| 24       | Redstone Coke Oven Historic District    |      | 7. Feb. 1990         | State Highway 133 und Chair Mountain Stables Rd. 39° 10′ 55″ N, 107° 14′ 26″ W                         | Redstone       |                                                                      |
| 25       | Redstone Historic District              |      | 19. Juli 1989        | entlang des Crystal River zwischen Hawk Creek bis 226 Redstone Boulevard 39° 10′ 16″ N, 107° 14′ 16″ W | Redstone       |                                                                      |
| 26       | Redstone Inn                            |      | 27. März 1980        | 0082 Redstone Boulevard 39° 10′ 49″ N, 107° 14′ 21″ W                                                  | Redstone       |                                                                      |
| 27       | Riede's City Bakery                     |      | 6. März 1987         | 413 E. Hyman Ave. 39° 11′ 20″ N, 106° 49′ 8″ W                                                         | Aspen          |                                                                      |
| 28       | Sheely Bridge                           |      | 4. Feb. 1985         | Mill Street Park 39° 11′ 27″ N, 106° 48′ 46″ W                                                         | Aspen          |                                                                      |
| 29       | Shilling-Lamb House                     |      | 6. März 1987         | 525 N. 5th St. 39° 11′ 43″ N, 106° 49′ 26″ W                                                           | Aspen          |                                                                      |
| 30       | Smith-Elisha House                      |      | 19. Jan. 1989        | 320 W. Main St. 39° 11′ 32″ N, 106° 49′ 30″ W                                                          | Aspen          |                                                                      |
| 31       | Smuggler Mine                           |      | 18. Mai 1987         | Smuggler Mountain 39° 11′ 35″ N, 106° 48′ 23″ W                                                        | Aspen          |                                                                      |
| 32       | Ute Cemetery                            |      | 1. Apr. 2002         | Ute Ave. 39° 10′ 57″ N, 106° 48′ 43″ W                                                                 | Aspen          |                                                                      |
| 33       | Davis Waite House                       |      | 6. März 1987         | 234 W. Francis St. 39° 11′ 37″ N, 106° 49′ 25″ W                                                       | Aspen          |                                                                      |
| 34       | Henry Webber House-Pioneer Park         |      | 6. März 1987         | 442 W. Bleeker St. 39° 11′ 36″ N, 106° 49′ 34″ W                                                       | Aspen          |                                                                      |
| 35       | Wheeler Opera House                     |      | 21. Aug. 1972        | 330 E. Hyman Ave. 39° 11′ 22″ N, 106° 49′ 0″ W                                                         | Aspen          |                                                                      |
| 36       | Wheeler-Stallard House                  |      | 30. Mai 1975         | 620 W. Bleeker St. 39° 11′ 37″ N, 106° 49′ 43″ W                                                       | Aspen          |                                                                      |